# Факультет фундаментальной медицины МГУ
Факульте́т фундамента́льной медици́ны (ФФМ) — структурное подразделение Московского государственного университета имени М. В. Ломоносова, занимающееся образовательной и исследовательской деятельностью в области медицинской науки.

## История
Факультет фундаментальной медицины МГУ был открыт 1 июля 1992 года в соответствии с решением ректората и Учёного совета МГУ. Первым деканом факультета (до 2000 года) был профессор Медведев Олег Стефанович (в настоящее время — заведующий кафедрой фармакологии факультета). С 2000 года факультет фундаментальной медицины возглавляет академик РАН, профессор Ткачук Всеволод Арсеньевич.
Традиции преподавания медицины в МГУ восходят к 1758 году, когда в составе Императорского Московского университета был открыт медицинский факультет. Первым его профессором стал доктор медицины И. Х. Керштенс, приглашённый И. И. Шуваловым из Лейпцигского университета; но уже во 2-й половине XVIII века на факультете начинают преподавать первые русские профессора: П. Д. Вениаминов, С. Г. Зыбелин, Ф. И. Политковский, Ф. И. Барсук-Моисеев и др. Медицинский факультет Московского университета вырастил и привлёк к работе в своих стенах блестящих учёных-медиков, оказавших влияние как на российскую, так и на мировую медицинскую науку и практику: Николая Пирогова, Григория Захарьина, Николая Склифосовского, Фёдора Эрисмана, Дмитрия Зернова, Алексея Остроумова, Нила Филатова, Сергея Корсакова, Григория Россолимо. Творческое наследие этих учёных до сих пор оказывает значительное влияние на развитие многих клинических дисциплин, составляющих основу современной фундаментальной медицины. Однако в 1930 году медицинский факультет был выведен из состава МГУ и стал именоваться Первым Московским государственным медицинским институтом (в настоящее время — Первый Московский государственный медицинский университет имени И. М. Сеченова).
Принятое в 1992 году решение ректората и Учёного совета МГУ об открытии факультета фундаментальной медицины прервало 60-летний перерыв в обучении студентов и научных исследованиях в области медицины в составе Московского университета. Перед новым факультетом были поставлены следующие основные цели:
- подготовка опытных, компетентных врачей-исследователей;
- получение новых биомедицинских знаний путём проведения фундаментальных и клинических исследований;
- интеграция усилий учёных и специалистов разных специальностей для проведения фундаментальных исследований в медицине;
- внедрение в клиническую практику новых лекарственных средств, методов исследования и диагностики.

Факультет был образован в составе всего двух кафедр: фармакологии и биохимии. Первоначально факультет разместился на 10-м этаже главного здания МГУ в помещениях, освободившихся от парткома университета, освободившимся после событий 1991 года.
Факультет непрерывно развивается, создаются новые направления обучения и научных исследований, открываются новые кафедры и лаборатории:
- 1992 год — кафедра медицинской биофизики.
- 1992 год — кафедра нормальной и топографической анатомии.
- 1994 год — кафедра общей и частной патологии.
- 1995 год — кафедра терапии.
- 1996 год — кафедра многопрофильной клинической подготовки.
- 1996 год — кафедра экологической и экстремальной медицины.
- 2000 год — кафедра акушерства и гинекологии.
- 2001 год — кафедра внутренних болезней.
- 2002 год — кафедра хирургии.
- 2004 год — кафедра нормальной и патологической физиологии (в 2009 году объединена с кафедрой общей и частной патологии).
- 2007 год — кафедра офтальмологии.
- 2009 год — кафедра общей и специализированной хирургии.
- 2010 год — кафедра фармации (с 2012 года — кафедра фармацевтической химии, фармакогнозии и организации фармацевтического дела.
- 2010 год — кафедра урологии и андрологии.
- 2012 год — кафедра фармацевтической технологии.

Получили развитие новые направления обучения и научных исследований, опирающиеся, как на межфакультетское взаимодействие, так и взаимодействие в рамках институтов АН РАН, открываются новые центры и лаборатории:
- 1994 год — центр наукоёмких технологий в медицине на базе факультета фундаментальной медицины совместно с механико-математическим факультетом МГУ (директор Центра — профессор В. В. Александров).
- 1995 год — учебно-исследовательский центр космической биомедицины на базе факультета фундаментальной медицины совместно с ИМБП РАН[4].
- 1996 год — учебно-научный межфакультетский и междисциплинарный Центр магнитной томографии и спектроскопии МГУ (с 2010 года — научно-исследовательская лаборатория магнитной томографии и спектроскопии).
- 2004 год — научно-исследовательская лаборатория адаптационной медицины (с 2017 года — лаборатория трансляционной медицины).
- 2010 год — лаборатория исследования механизмов апоптоза.
- 2010 год — симуляционный центр (центр обработки мануальных навыков).
- 2011 год — медицинский научно-образовательный центр, на базе которого, в 2012 году был организован центр инновационной и высокотехнологичной медицины (руководитель — академик В. А. Ткачук)[4].

В сентябре 2007 года были открыты первые корпуса Медицинского научно-образовательного центра МГУ (МНОЦ МГУ), который предназначен как для оказания высококвалифицированной стационарной и консультативной помощи, так и для научно-исследовательской деятельности факультета фундаментальной медицины МГУ; центр полностью введён в эксплуатацию в августе 2013 года. Создание медицинского центра обеспечило новый этап развития факультета фундаментальной медицины. Собственная клиническая база позволила факультету готовить ординаторов и клинических аспирантов в стенах Московского университета, сохранить связь выпускников с факультетом и сделать медицинский факультет самовосстанавливающимся, способным создавать и накапливать свои традиции, формировать классические школы университета усилиями врачей и педагогов университетской клиники.
В 2016 году факультет переместился в новое здание — Ломоносовский корпус МГУ.
В 2016 году открыт первый в стране Институт регенеративной медицины (ИРМ).
В 2017 году факультет фундаментальной медицины отметил 25-летний юбилей. В период 1992—2017 факультет выпустил около 800 врачей и провизоров, десятки специалистов, завершивших обучение в ординатуре и аспирантуре.

## Учебный процесс
На факультете существуют два отделения: лечебного дела и фармацевтическое.

### Лечебное дело
С 2021 года студенты отделения «лечебное дело» обучаются по новому семилетнему учебному плану. Это позволяет значительно расширить как фундаментальную, так и практическую подготовку будущих врачей. Первые три года студенты получают естественнонаучные знания при содействии различных факультетов МГУ и других вузов, а в последующие четыре года преподаются в основном клинические дисциплины. Выпускникам присваивается квалификация врача.

### Фармация
В 2008 году на факультете открыто фармацевтическое отделение. По окончании обучения выпускники фармацевтического отделения получают диплом по специальности «фармация» с присвоением квалификации «провизор». Продолжительность обучения составляет шесть лет. Программа обучения студентов включает гуманитарные, социально-экономические, естественно-научные, медико-биологические и профессиональные дисциплины; при этом преподавание медико-биологических дисциплин базируется на специальных кафедрах ФФМ: медицинской биофизики, физиологии и общей патологии, биологической и медицинской химии, фармакологии, экологической и экстремальной медицины.

## Научная деятельность
Научная работа, проводимая на факультете, тесно связана с международными научными центрами. Сотрудники проводят исследования совместно с университетом Пенсильвании (США), Бейкеровским институтом сердца и диабета (Мельбурн, Австралия), институтом иммунологии и клеточной терапии имени Фраунхофера (Лейпциг, Германия), институтом молекулярной онкологии (Милан, Италия), национальным институтом охраны здоровья и медицинских исследований INSERM (Франция), институтом медицинских исследований (Лондон, Англия). В сотрудничестве с российскими и европейскими исследователями учёные факультета принимает активное участие в выполнении ряда международных проектов.
С момента образования факультета началось его тесное сотрудничество с Учебно-научным центром Главного медицинского управления (ГМУ) Управления делами Президента РФ (с 2004 года — ФГБУ «Учебно-научный медицинский центр», УНМЦ). Ряд сотрудников УНМЦ (В. И. Шмырёв, С. Л. Архипов, Н. В. Бабенков, Г. И. Резков, Н. В. Миронов и др.) одновременно являются профессорами факультета фундаментальной медицины, ведут на нём педагогическую и исследовательскую деятельность. С другой стороны, УНМЦ и другие подведомственные ГМУ медицинские учреждения входят в число клинических баз факультета, а УНМЦ охотно предоставляет для выпускников факультета места в клинической ординатуре.
Большое значение в обучении студентов имеет фундаментальный анатомический музей, в котором демонстрируются натуральные препараты по всем разделам анатомии, обеспеченные соответствующими аннотациями, и различные анатомические модели. Все эти материалы и учебные пособия позволяют студентам с успехом изучать нормальную и топографическую анатомию человека, так необходимую для всех областей медицины.
Многие научные разработки факультета выполняются в тесном сотрудничестве с рядом факультетов МГУ.
В 2011 году на факультете была установлена электронная хирургическая система Da Vinci Si Surgical. Эта система включает в себя четыре управляемые электроникой сверхчувствительные конечности, которые позволяют проделывать минимально инвазивные медицинские процедуры, недостижимые с помощью традиционных средств.
В 2013 году начала функционировать уникальная медицинская информационная система, созданная специалистами факультета совместно с сотрудниками группы компаний IBS для Медицинского научно-образовательного центра при ФФМ. Система обеспечивает хранение и обработку значительных объёмов информации, доступ к разнородным неструктурированным данным, автоматизацию процессов оказания медицинской помощи, обработку медицинских изображений и включает подсистемы телемедицины и дистанционного обучения.

## Учёные и преподаватели факультета
На факультете фундаментальной медицины МГУ работают 113 профессоров, доценты и ассистенты. В их числе 12 академиков РАН, а также 2 члена-корреспондента.

## Структура факультета

### Кафедры
В состав факультета входят 19 кафедр:
| Кафедра                                                                    | Заведующий кафедрой                                              |
| -------------------------------------------------------------------------- | ---------------------------------------------------------------- |
| Акушерства и гинекологии                                                   | Профессор Панина Ольга Борисовна                                 |
| Анестезиологии и реаниматологии                                            | Профессор Царенко Сергей Васильевич                              |
| Биохимии и молекулярной медицины                                           | Академик РАН, профессор Ткачук Всеволод Арсеньевич               |
| Внутренних болезней                                                        | Доцент Краснова Татьяна Николаевна                               |
| Медицинской биофизики                                                      | Академик РАН, профессор Владимиров Юрий Андреевич                |
| Кафедра клинического моделирования и мануальных навыков                    | Кандидат медицинских наук Акопян Жанна Алексеевна                |
| Многопрофильной клинической подготовки                                     | Профессор Габбасова Ляля Адыгамовна                              |
| Нормальной и топографической анатомии                                      | Профессор Николенко Владимир Николаевич                          |
| Общей и специализированной хирургии                                        | Профессор Дубров Вадим Эрикович                                  |
| Офтальмологии                                                              | Профессор Акопян Владимир Сергеевич                              |
| Терапии                                                                    | Доктор медицинских наук Орлова Яна Артуровна                     |
| Урологии и андрологии                                                      | Академик РАН, профессор Камалов, Армаис Альбертович              |
| Фармакологии                                                               | Профессор Медведев Олег Стефанович                               |
| Фармацевтической технологии                                                | Академик РАН, Доктор химических наук Габибов Александр Габибович |
| Фармацевтической химии, фармакогнозии и организации фармацевтического дела | Профессор Каленикова Елена Игоревна                              |
| Физиологии и общей патологии                                               | Профессор Кошелев Владимир Борисович                             |
| Хирургии                                                                   | Академик РАН, профессор Кубышкин Валерий Алексеевич              |
| Экологической и экстремальной медицины                                     | Академик РАН, профессор Григорьев Анатолий Иванович              |
| Лучевой диагностики и терапии                                              | Доктор медицинских наук, профессор Синицын Валентин Евгеньевич   |

### Лаборатории
На факультете действуют научно-исследовательские лаборатории:

#### Лаборатория трансляционной медицины
Лаборатория трансляционной медицины преобразована в 2017 году из научно-исследовательской лаборатории адаптационной медицины, созданной в 2004 году доктором биологических наук, профессором Ю. В. Архипенко. Заведующий — кандидат биологических наук В. С. Попов. Лаборатория ведёт научные разработки новых лекарственных средств, методов диагностики, профилактики, лечения, а также приборов для клинических учреждений. С этой целью при лаборатории в отдельном корпусе создана клиника экспериментальных животных с виварием. В 2016 году лаборатория открыла курс дополнительного образования «Современные методы использования лабораторных грызунов в трансляционных биомедицинских исследованиях».

#### Лаборатория генных и клеточных технологий
Лаборатория генных и клеточных технологий создана при кафедре биологической и медицинской химии. Заведующий — академик РАН, доктор биологических наук В. А. Ткачук. Лаборатория ведёт работы по поиску молекулярных маркеров и ДНК-диагностике таких наиболее распространённых заболеваний человека, как инфаркт миокарда, ишемическая болезнь сердца, гипертоническая болезнь, гемохроматозы, гепатиты, тромбофилии. В рамках научно-исследовательской работы изучается также возможность использования аутологичных стромальных клеток жировой ткани с целью терапевтического восстановления кровотока тканей после инфаркта миокарда, инсульта, а также при хронической ишемии нижних конечностей.

#### Лаборатория постгеномных технологий в медицине
Лаборатория постгеномных технологий в медицине. Заведующий — профессор Е. В. Парфёнова.

#### Лаборатория исследования механизмов апоптоза
Лаборатория исследования механизмов апоптоза создана в 2010 году. Заведующий — профессор Б. Д. Животовский. Основной задачей лаборатории является изучение фундаментальных основ апоптоза и других форм клеточной гибели и применение полученных знаний в преклинических исследованиях (роль гибели клеток в патогенезе различных заболеваний, в частности, онкологических). Лаборатория проводит теоретические и практические курсы на английском языке «Гибель клеток: теория и практика» и «Токсикология».

#### Лаборатория магнитной томографии и спектроскопии
Лаборатория магнитной томографии и спектроскопии организована в 2010 году на базе созданного в 1996 году учебно-научного межфакультетского и междисциплинарного центра магнитной томографии и спектроскопии МГУ. Заведующий — академик РАН, доктор физико-математических наук А. Р. Хохлов. Лаборатория ведёт работы по изучению структуры, изотопного состава и превращений органических, элементоорганических и супрамолекулярных соединений, включая метаболиты и физиологически активные соединения. Проводятся исследования по двум основным направлениям: магнитно-резонансной томографии и спектроскопии ядерно-магнитного резонанса.

#### Лаборатория фармакологии сердечно-сосудистой системы
Лаборатория фармакологии сердечно-сосудистой системы создана при кафедре фармакологии. Заведующий — профессор О. С. Медведев. Лаборатория занимается изучением роли коэнзима Q10 и альфа-токоферола в механизмах защиты сердца и мозга от транзиторной и хронической ишемии c привлечением современных методов экспериментальной фармакологии.

#### Лаборатория анализа изображения клеточных структур
Лаборатория анализа изображения клеточных структур организована при кафедре экологической и экстремальной медицины. Заведующий — доктор медицинских наук, профессор С. В. Буравков.

#### Лаборатория компьютерных технологий в медицине
Лаборатория компьютерных технологий в медицине. Лаборатория обеспечивает сопровождение программно-аппаратного комплекса локальной сети факультета, контролирует и развивает использование сети Интернет среди лабораторий и кафедр, поддерживает проведение курса медицинской информатики, обеспечивает бесперебойную работу оборудования и программного обеспечения факультета в круглосуточном режиме, ведёт работы по расширению использования информационных систем в учебном процессе.

#### Центр отработки мануальных навыков
Центр отработки мануальных навыков организован в 2010 году. Центр обеспечивает освоение практических навыков по уходу за больными, элементов сердечно-лёгочной реанимации, изучение методики обследования пациентов, отработку методов оказания медицинской помощи при различной патологии. В 2011 году была введена в эксплуатацию симуляционная роботизированная хирургическая система Da Vinci Si. В 2016 году симуляционная система была дополнена роботами-пациентами и виртуальными тренажёрами. В 2017 году на базе системы проведена первая аккредитация выпускников по специальности «лечебное дело».

## Медицинский научно-образовательный центр
В 2005 году, в 250-летний юбилей Московского университета было начато строительство первой в России университетской клиники в рамках классического университета — комплекса медицинского научно-образовательного центра МГУ (МНОЦ МГУ). В сентябре 2007 года был открыт первый корпус медицинского центра — учебный корпус МНОЦ, оснащённый оборудованием, позволяющим обучающимся в реальном времени наблюдать за ходом сложных хирургических операций с использованием компьютерных терминалов. Поликлиническое отделение МНОЦ открылось в 2014 году. Стационар МНОЦ был открыт в 2015 году. В 2016 году университетская клиника ГУ была включена в перечень учреждений, оказывающих высокотехнологичную медицинскую помощь.
Медицинский научно-образовательный центр МГУ ведёт работу по трём направлениям: клиническое, педагогическое и научное. На базе центра проводится обучение студентов факультета фундаментальной медицины, клинических ординаторов и аспирантов.
Подразделения медицинского центра:
- Отдел урологии и андрологии
- Отдел травматологии, ортопедии и реабилитологии
- Отдел возраст-ассоциированных заболеваний
- Отдел лабораторной диагностики
- Отдел клинической патологии
- Отдел хирургии
- Отдел внутренних болезней
- Отдел нарушений ритма и проводимости сердца
- Отдел гинекологии и репродуктивной медицины
- Отдел лучевой диагностики
- Поликлиники медицинского центра.

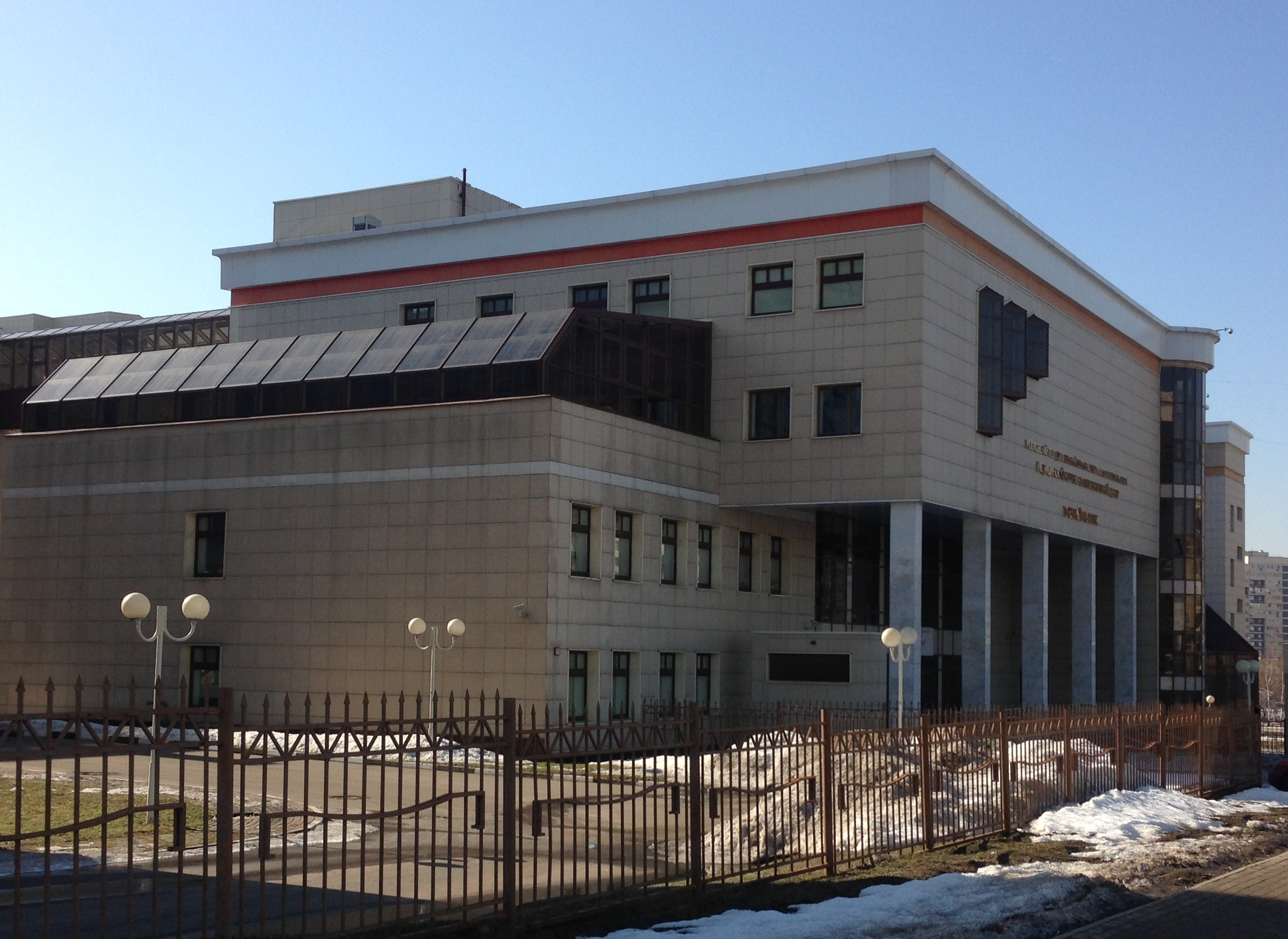
Учебный корпус МНОЦ МГУ (2008)
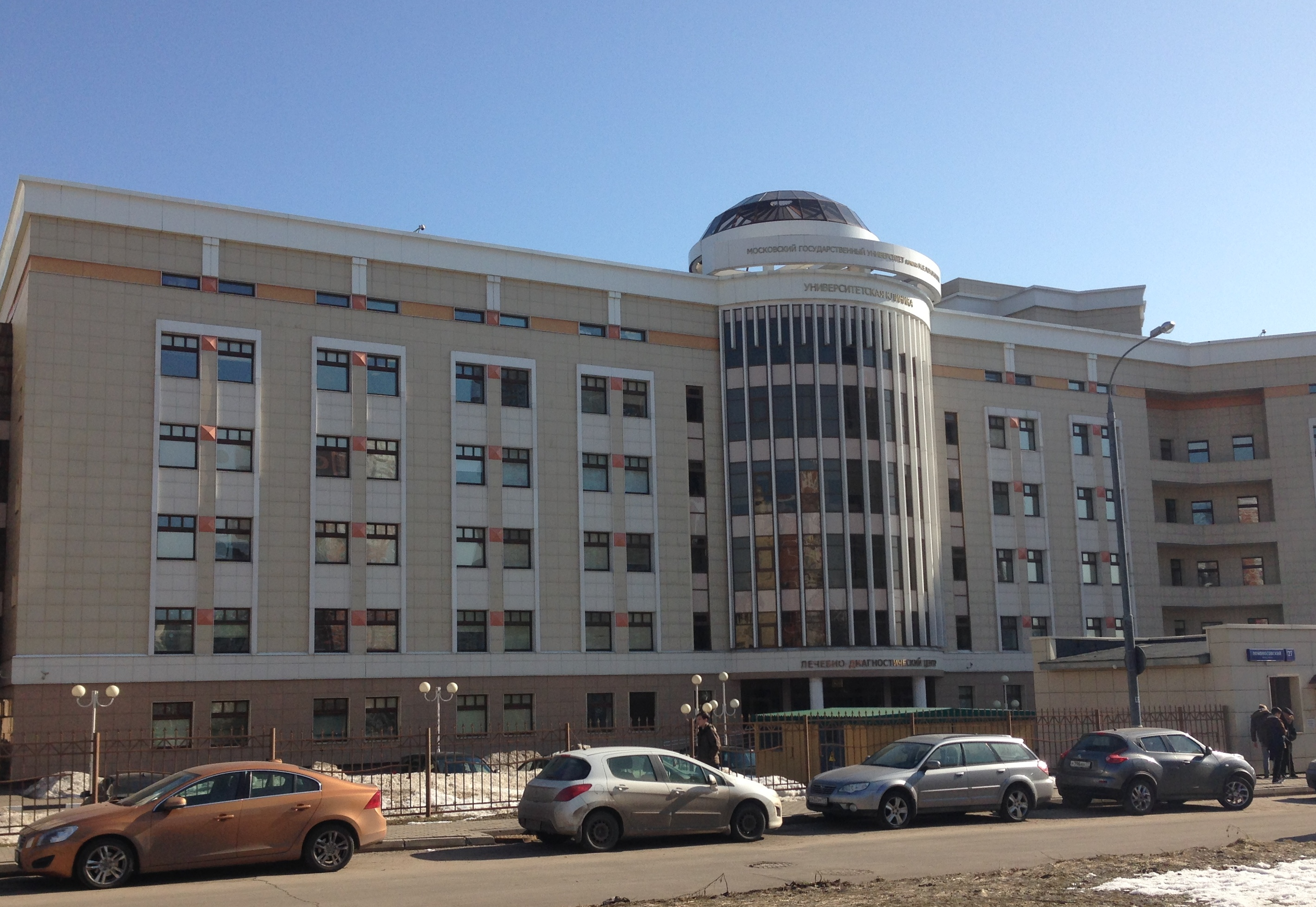
Лечебно-диагностический корпус МНОЦ МГУ (2013)
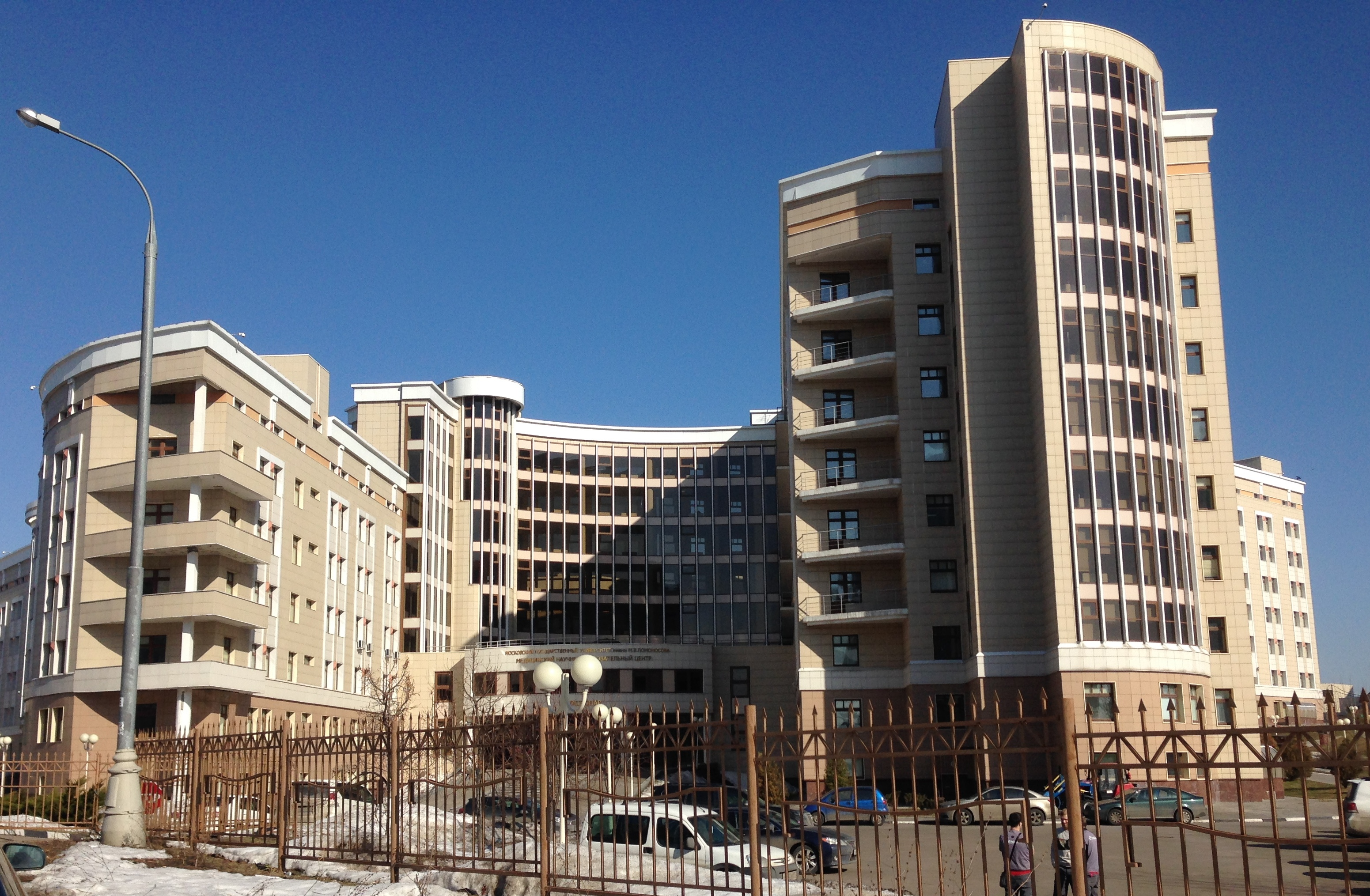
Научный корпус МНОЦ МГУ (2014)

В сентябре 2014 перед учебным корпусом Медицинского научно-образовательного центра был открыт памятник студенту Антону Чехову, выпускнику медицинского факультета Московского университета 1884 года (работа скульптора А. И. Рукавишникова).

## Институт регенеративной медицины
Институт регенеративной медицины (ИРМ) был создан в 2016 году.
Директор института — Ткачук Всеволод Арсеньевич.
В состав института входят:
- научно-исследовательская лаборатория молекулярной эндокринологии
- лаборатория генно-клеточной терапии
- лаборатория генодиагностики.

Институт разрабатывает препараты для генной и клеточной терапии, ведёт разработки по тканевой инженерии — созданию искусственных эквивалентов тканей и органов человека, исследует способы контроля биологической активности клеток и повышения безопасности медицинских препаратов, создаваемых на их основе. Производственный участок института организован с соблюдением правил GMP (good manufacture practice) и обеспечением самых высоких классов чистоты помещений, предназначенных для работы с генными и клеточными продуктами.